# Таитянский какарики
Таитянский какарики (лат. Cyanoramphus zealandicus) — вид вымерших птиц из семейства Psittaculidae.

## Внешний вид
Известен только по гравюрам и нескольким чучелам, находящимся в Ливерпульском музее и в Национальном парижском музее естествознания.

## Распространение
Обитал на острове Таити, Французская Полинезия.

## Образ жизни

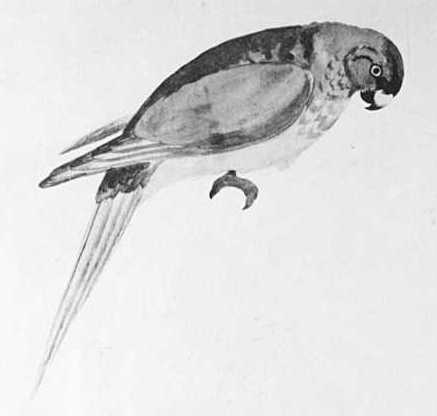

Населяли лесистые местности. Образ жизни, брачное поведение и предпочтения в питании не известны.
Вымер в результате утраты мест обитания, охоты хищников и интродуцированных видов, в частности, свиней, которые при случае питались яйцами птицы. Уроженцы Острова Таити ценили красные перья попугая и использовали для изделий кустарного промысла. Последний экземпляр этого попугая был добыт в 1844 году.